# Sangiovese
A Sangiovese [sandʒoˈveːze] é uma uva tinta da família da Vitis vinifera que também é referida pelas seguintes denominações: Sangiovese Grosso, Brunello, Uva brunella, Morellino, Prugnolo, Prugnolo Gentile, Sangioveto, Tignolo e Uva Canina.
Em geral se fala Sangiovese, mas na realidade este termo define um grande número de variedades (ou clones) nas quais se diferenciaram no curso dos séculos e nos diversos territórios.
Na Toscana ela se distingue em duas grandes famílias:  a Sangiovese Piccolo usadas em grande parte da região e a Sangiovese Grosso, que compreende entre outras variedades a uva Brunello, usadas na produção do vinho homônimo e a Prignolo Gentile, usadas na produção do vinho Nobile di Montepulciano.
Apesar de poder ser encontrada em varietais, como o Brunello di Montalcino, é usualmente empregada em assemblage com outras cepas.
É a principal uva utilizada nos vinhos Chianti, Brunello di Montalcino, Rosso di Montalcino, sendo também utilizada nos cortes dos "Super Toscanos", todos eles produzidos na região da Toscana, Itália.
A Sangiovese experimentou grande popularidade nesses últimos anos também na Califórnia, graças ao sucesso internacional dos "Super Toscanos".   Do Napa Valley ele se difundiu pelas melhores regiões vinícolas californianas, desde Sonoma County a San Luis Obispo.